# Astomaspis cancellata
Astomaspis cancellata là một loài tò vò trong họ Ichneumonidae.